# Sette giorni (programma televisivo)
Sette giorni è stato un programma televisivo italiano di genere talk show, andato in onda in prima serata su Rete 4 dal 22 aprile al 13 maggio 2023 con la conduzione di Elena Tambini.

## Il programma
Il programma è stato curato dalla testata giornalistica Videonews e si è occupato degli avvenimenti politici e di cronaca più significativi della settimana, con ospiti in studio e in collegamento.

## Edizioni
| Edizione | Anno | Conduzione    | Periodo        | Periodo        | Puntate | Regia         | Studio                                                        |
| Edizione | Anno | Conduzione    | Inizio         | Fine           | Puntate | Regia         | Studio                                                        |
| -------- | ---- | ------------- | -------------- | -------------- | ------- | ------------- | ------------------------------------------------------------- |
| 1ª       | 2023 | Elena Tambini | 22 aprile 2023 | 13 maggio 2023 | 4       | Dario Calleri | Studio 5 del Centro di produzione Mediaset di Cologno Monzese |

## Puntate e ascolti

### Prima edizione (2023)
La prima edizione di Sette giorni è andata in onda ogni sabato in prima serata su Rete 4 dal 22 aprile al 13 maggio 2023 per quattro puntate con la conduzione di Elena Tambini, dallo studio 5 del Centro di produzione Mediaset di Cologno Monzese.
| Puntata | Messa in onda  | Ascolti        | Ascolti |
| Puntata | Messa in onda  | Telespettatori | Share   |
| ------- | -------------- | -------------- | ------- |
| 1       | 22 aprile 2023 | 386 000        | 2,30%   |
| 2       | 29 aprile 2023 | 324 000        | 1,90%   |
| 3       | 6 maggio 2023  | 347 000        | 2,10%   |
| 4       | 13 maggio 2023 | 391 000        | 2,30%   |
| Media   | Media          | 364 000        | 2,15%   |

## Audience
| Edizione | Rete televisiva | Anno | Stagione  | Orario      | Durata  | Programmazione | Programmazione | Programmazione | Programmazione | Programmazione | Programmazione | Programmazione | Collocazione | Telespettatori | Share | Premiere       | Premiere | Finale         | Finale |
| Edizione | Rete televisiva | Anno | Stagione  | Orario      | Durata  | L              | M              | M              | G              | V              | S              | D              | Collocazione | Telespettatori | Share | Telespettatori | Share    | Telespettatori | Share  |
| -------- | --------------- | ---- | --------- | ----------- | ------- | -------------- | -------------- | -------------- | -------------- | -------------- | -------------- | -------------- | ------------ | -------------- | ----- | -------------- | -------- | -------------- | ------ |
| 1ª       | Rete 4          | 2023 | primavera | 21:25-23:35 | 120 min |                |                |                |                |                |                |                | Prima serata | 364 000        | 2,15% | 386 000        | 2,30%    | 391 000        | 2,30%  |